# Seirocastnia tribuna
Seirocastnia tribuna là một loài bướm đêm trong họ Noctuidae.